# Перо да Понте
Пе́ро да По́нте (гал.-порт. Pero da Ponte соответствует современному галис. Pero da Ponte и порт. Pêro da Ponte) —  галисийский трубадур или сегрел XIII века, один из наиболее плодотворных средневековых поэтов Галисии, о чём свидетельствуют сохранившиеся 53 кантиги автора (идентификация ещё двух спорна) на галисийско-португальском языке, относящиеся к трубадурской школе Пиренейского полуострова.

## Биография
Лаконичные данные о поэте Е. Г. Голубева передала следующими словами:

Перо да Понте (Pero da Ponte) — оруженосец и профессиональный поэт, возможно, галисийского происхождения, середины XIII века. Долгое время находился при дворе кастильских королей Фернандо III, завоевателя Севильи, и Альфонса X в Толедо. Видимо, бывал также при дворах Каталонии и Арагона. Знаток творчества провансальских трубадуров и один из самых оригинальных галисийско-португальских поэтов, одинаково талантливый и в сатире, и в лирике, Перо да Понте сумел вдохнуть новую жизнь в традиционные «песни о любви» и «песни о друге».— Цитата по книге: Поэзия трубадуров. СПб., 1995, с. 220.
Шавьер Рон Фернандес (Xavier Ron Fernández) предполагает, что возможным местом рождения поэта был город Понтеведра, но отсутствие достоверных документальных данных предоставляет исследователям широкое поле для гипотез, когда события биографии поэта нельзя ни доказать, ни опровергнуть. Мнения специалистов расходятся как в вопросах датировки событий биографии Перо да Понте и его кантиг, как при определении его статуса — трубадура или сегрела — в иерархии цеха галисийско-португальских поэтов, так и в решении проблем прочтения и трактовки текстов. Многие из этих вопросов остаются открытыми, поэтому исследователи говорят о загадочности личности и творчества Перо да Понте.
Одна из бесспорно наиболее ранних кантиг Перо да Понте Nostro Senhor Deus! Que prol vos tem ora (B 985bis, V 573) — плач на смерть Доны Беатрисы Швабской, первой супруги кастильского короля Фернандо III и матери Альфонсо X Мудрого — датируется исследователями 1235 годом. Наиболее поздним сочинением может считаться плач насмешки Mort'é Don Martín Marcos, ai Deus, se é verdade? (B 1655, V 1189), предположительно датируемый 1277—1282 годами. В этой сатирической кантиге поэт недвусмысленно намекает на младшего брата Альфонсо X инфанта Дона Мануэля Кастильского. Перо да Понте обличает коварство Дона Мануэля, выступавшего в союзе с Санчо IV Храбрым против Альфонсо X.
Анализ песен трубадура свидетельствует о его близости ко двору королей Кастилии и Леона Фернандо III и Альфонсо X, политические взгляды которого он поддерживал в многочисленных сочинениях, в частности во время мятежа кастильской знати в начале 1270-х годов. Альфонсо X адресовал Перо да Понте две кантиги насмешки и злословия: Pero da Pont'há feito gran pecado (B 485, V 68) и Pero da Ponte, paro-vos sinal (B 487, V 70).

## Статус
В то время как К. Михаэлиш де Вашконселуш (Carolina Michaëlis de Vasconcelos), Е. Г. Голубева и некоторые источники относят Перо да Понте к сегрелам, другие авторы полагают, что поэт был скорее трубадуром, хотя не исключают также возможность определения его статуса как сегрела. Испанский медиевист Висенс Белтран (Vicenç Beltrán) воспринимает поэта как трубадура.
Под термином «сегрель» или «сегрел» (гал.-порт. segrel) подразумевался туманный статус выше жонглёра и ниже трубадура. Относительно этого Е. Г. Голубева писала: «Видимо, в отличие от трубадуров, сегрели были профессиональными поэтами, например, Перо да Понте».
Перо да Понте обозначил свой статус оруженосца (гал.-порт. escudeiro) в двух песнях: в кантиге о друге Vistes, madr', o escudeiro que m'houver'a levar sigo? (B 831, V 417) и в тенсоне с галисийским трубадуром или жонглёром Афонсо Анесом до Котоном (или Эанесом Afonso Anes do Cotom) Pero da Pont', e[m] um vosso cantar (B 969, V 556). Теме этой тенсоны отводится центральное место в универсуме трубадуров с его степенями и иерархией, соответствующими правами и обязанностями. Несмотря на вероятно небольшое различие социального статуса поединщиков, Котон нападает на Перо да Понте из-за того, что он, назвав себя оруженосцем, потребовал плату, как простой жонглёр, хотя осуществление его призвания предполагало отсутствие материальной заинтересованности. Защищаясь Перо да Понте иронизирует над пристрастием соперника к военному делу: каждый должен использовать свой собственный талант.

## Творчество
Согласно Висенсу Белтрану, Перо да Понте по количеству атрибутированных в песенниках сочинений, по разнообразию жанров и по своей готовности к техническим экспериментам без сомнений является как одним из наиболее интересных авторов галисийско-португальской лирики, так в то же время и одним из наиболее проблематичных.
Поэтическая активность трубадура или сегрела относится ко 2-й и 3-й четвертям XIII века. Упоминание исторических событий и имён современников в кантигах поэта указывает на его принадлежность к доальфонсийскому (1200—1245) и альфонсийскому (1245—1284) периодам развития первого литературного течения Пиренейского полуострова, каким выступила лирика на галисийско-португальском языке. Авторитетный итальянский медиевист Джузеппе Тавани (Giuseppe Tavani) полагает, что поэт был активен между 1235 и 1260 годами. Антониу Резенде де Оливейра (António Resende de Oliveira) и Висенс Белтран не без оснований продлили это время до 1275 года. В итоге Шавьер Рон Фернандес (Xavier Ron Fernández) ограничил творческую деятельность Перо да Понте более продолжительным периодом 1230—1275 годов, то есть трубадур был современником Пай Соареса де Тавейроса, Жуана Гарсии де Гильяде, Перо Гарсии Бургалеса.
Дошедшее до наших дней творческое наследие поэта состоит из 53 или 55 песен с большим преобладанием кантиг насмешки и злословия:
- 5 кантиг о любви (порт. cantiga de amor) и авторство ещё 2 ставится под сомнение
- 7 кантиг о друге (порт. cantiga de amigo)
- 31 кантига насмешки и злословия (порт. cantiga de escárnio e maldizer)
- 2 тенсоны
- 1 тенсона о любви (порт. tenção de amor)
- 4 плача (порт. pranto) и 1 плач насмешки (порт. pranto de escárnio)
- 2 хвалебных песни (порт. cantiga de loor)[1].

По общему количеству сохранившихся сочинений Перо да Понте стоит после «короля-трубадура» Диниша I и галисийского трубадура Жоана Айраса из Сантьяго, занимая вместе с Перо Гарсией Бургалесом третье место. Творчество поэта характеризуется широким разнообразием жанров. В некоторых изданиях вместо галисийско-португальского термина «кантига насмешки и злословия» используется провансальское понятие «сирвента» (порт. sirventes).

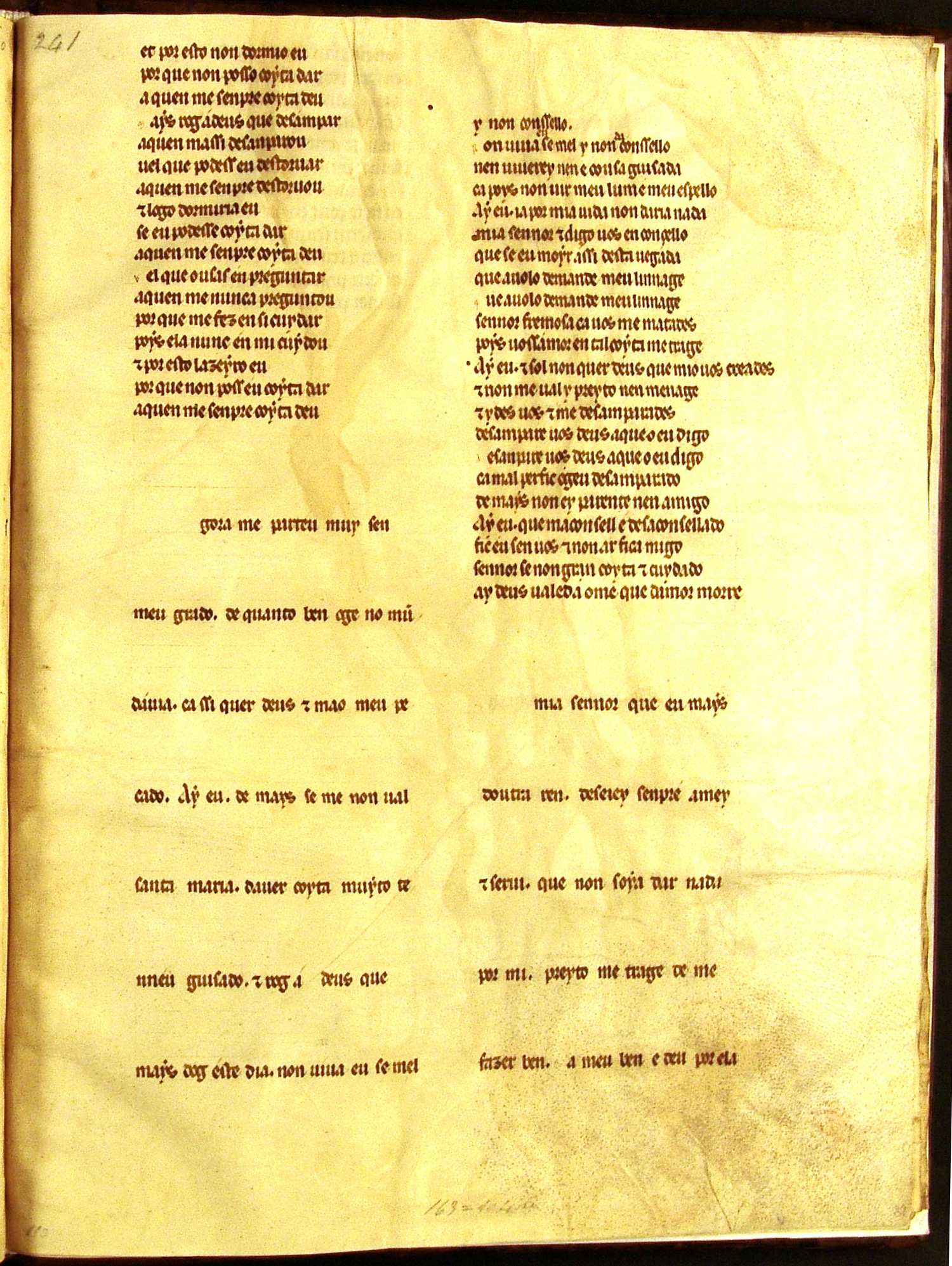
Кантига о любви Agora me part'eu mui sen meu grado (A 290), «Песенник Ажуда», XIII век

Висенс Белтран полагает, что мотивацию и тему для создания пародийной песни о любви Agora me part’eu mui sen meu grado (A 290, B 981, V 568) следует искать не среди пародий иберийской поэтической школы, но среди некоторых композиций Гираута Рикье (Guiraut Riquier), который, как известно, пребывал при дворе Альфонсо X между 1271 и 1280 годами. Испанский исследователь допускал, что основой для пародии галисийца могла быть песня провансальца Fis e veays e pus ferms, que no suelh, датируемая 1275 годом. После проведения сравнительного анализа Белтран смог утверждать, что Перо да Понте строил свою пародию с такими формальными и тематическими элементами, которые по меньшей мере могли напоминать слушателям при дворе Альфонсо X технику провансальских трубадуров, конкретнее — различные сочинения Гираута Рикье.
Относительно спорного авторства двух кантиг о любви имеются доводы как в пользу Перо да Понте, так и против него. В 2004 году португальский палеограф Сузана Тавареш Педру (Pedro, Susana Tavares) обратила внимание на ускользавшую от анализа исследователей едва читаемую и адресованную корректору запись ревизора «Песенника Ажуда» рядом с инициалом кантиги о любви Meus ollos gran cuita damor  (A 39) и прочитала эту пометку как имя Перо да Понте: p̊ dapõnt — Pero da Ponte. В настоящее время корректность такой расшифровки разделяют другие специалисты. Это единственный случай упоминания имени одного из 38 авторов «Песенника Ажуда» в его манускрипте. С. Т. Педру задалась вопросом, не обратил ли ревизор своей пометой внимание корректора рукописи на ошибочное расположение первой строфы кантиги в рубрике Пай Соареса де Тавейроса? Поскольку полный текст песни не представлен в рубрике Перо да Понте и отсутствует в двух других антологиях, вопрос об авторстве фрагмента данного сочинения остаётся открытым, хотя более вероятно, что кантигу сочинил Перо да Понте.
Поэтический поединок Перо да Понте с трубадуром неизвестного происхождения Гарсией Мартинсом (Garcia Martins) Dom Garcia Martĩins, saber (B 1652, V 1186) представляет один из редчайших жанров галисийско-португальской поэзии — тенсону о любви. В песенниках сохранилось ещё только две песни этого жанра, авторами которых выступили, в частности, Бернал де Бонавал и Перо Гарсия Бургалес.
К. М. де Вашконселуш описывала кантигу насмешки и злословия Альфонсо X Мудрого Pero da Ponte, paro-vos sinal (B 487, V 70) как сирвенту, в которой автор укорял Перо да Понте в подражании Берналу де Бонавалу и отходу от традиций провансальской поэзии. Из текста кантиги исследовательница сделала вывод, что Бернарл де Бонавал был предшественником и наставником Перо да Понте. К. М. де Вашконселуш опровергала обвинения Альфонсо X, считала, что стихи Перо да Понте свидетельствуют об изучении им провансальской поэзии, и приводила в доказательство использование сегрелом некоторых провансальских слов. Рамон Менендес Пидаль и другие исследователи считали, что Каролина Михаёлиш де Вашконселуш не поняла тон короля, который следует расценивать шутливым, ироничным и привычным в среде трубадуров при его дворе: Перо да Понте выпил слишком много вина, поэтому его манера схожа со стилем его предшественника.
В некоторых песнях Перо да Понте касается темы гомосексуализма. Язвительная и вместе с тем загадочная кантига насмешки и злословия Dom Bernaldo, pois tragedes (B 1641, V 1175) направлена против сегрела Бернала де Бонавала, чьи гомосексуальные наклонности стали мишенью для колких острот других галисийско-португальских трубадуров. В далёкие времена XIII века иберийские трубадуры осуждающе относились к сексуальной перверсии такого рода. В этих сатирических кантигах встречается отсутствующая в отечественных словарях лексика, поскольку она считается нецензурной.
Песни трубадура записаны в трёх важнейших средневековых антологиях на галисийско-португальском языке: в «Песеннике Ажуда», «Песеннике Национальной библиотеки» (или «Колоччи-Бранкути») и «Песеннике Ватикана» (или «Ватиканском песеннике» (Cancioneiro de Vaticana)), однако некоторые косвенные данные говорят о том, что сочинений поэта было больше, чем дошло до наших дней. Музыкальная нотация к кантигам Перо да Понте не сохранилась.
На русский язык переведена только одна кантига трубадура — песня о друге «Мой друг уехал далеко...» (Foi-s'o meu amigo d'aquí (B 834, V 420)) в переводе Н. Л. Сухачёва.
Имя поэта перечисляется в ряду галисийских  авторов, «без которых немыслимы поэтические антологии европейского средневековья: Перо Меого, Мартин Кодакс, Мендиньо, Фернандо Эскио, Айрас Нунес, Пайо Гомес Шариньо, Нуно Фернандес Торнеол, Перо да Понте…».